# 焼岳

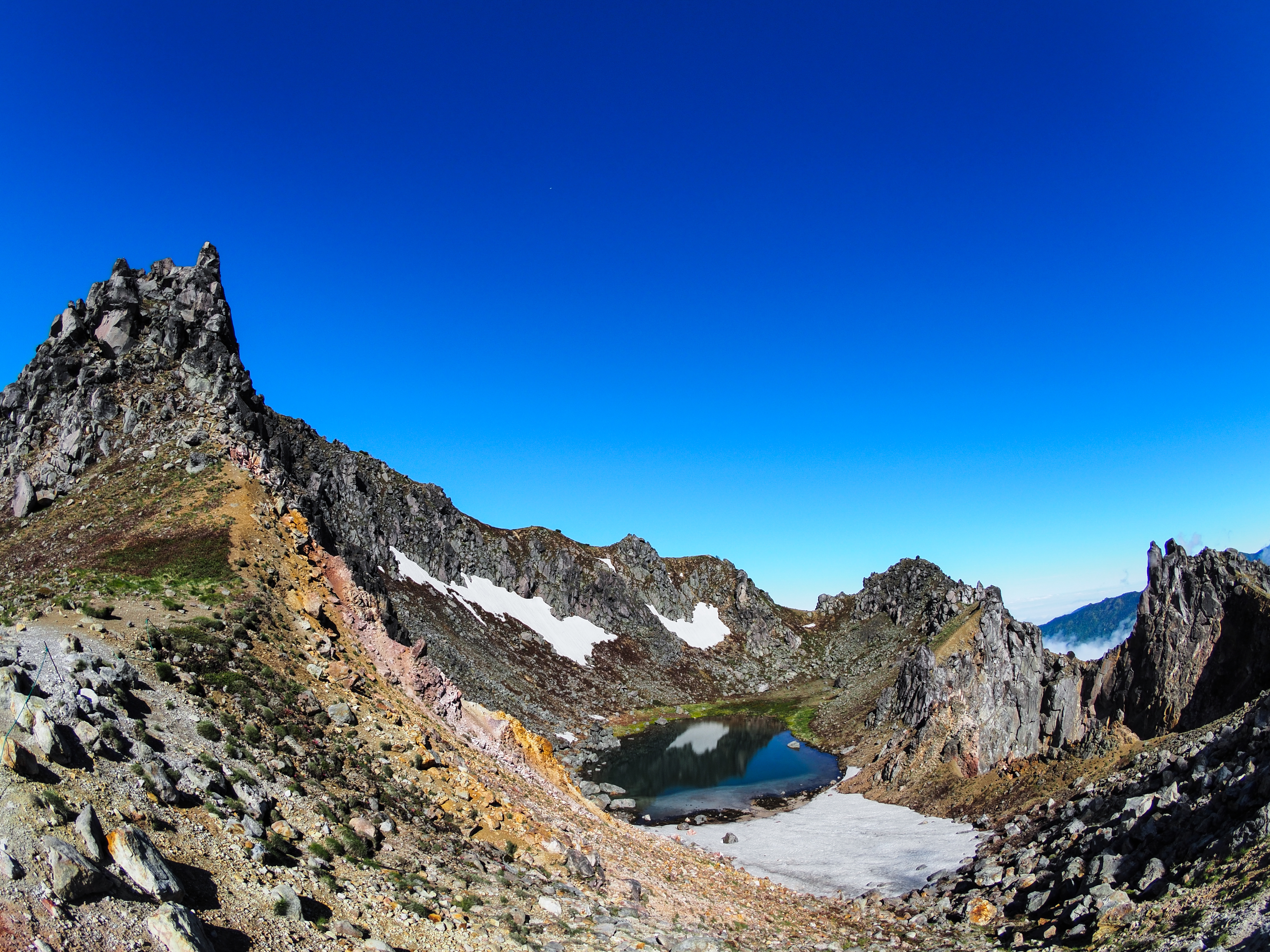
爆裂火口

焼岳（やけだけ）は、飛騨山脈の長野県と岐阜県にまたがる標高2,455 mの活火山。南方に位置するアカンダナ山などとともに焼岳火山群を構成する火山である。別名は硫黄岳。常時観測火山に指定され、日本百名山に選定されている。

## 概要
焼岳は飛騨山脈南部に位置するトロイデ火山である。山頂部には噴火口の一つである正賀池があり、これを挟んで南側に南峰（2,455m）、東側に北峰（2,444m）があり、その周囲に複数の噴火口がある。南峰には国土地理院の標高2,455.4mの二等三角点がおかれており、これが焼岳の最高点であるが南峰は岩が崩れやすく登攀禁止になっている。北峰には西側山腹に硫黄の噴出を伴う噴気口があり国土地理院の標高2,444.3 mの標柱がおかれている。北峰山頂にはかつて「焼岳北峰山頂 標高2,393m」の独標も置かれていた。この柱が示すのは、爆裂火口の北縁の小さな岩峰の標高点であり、北峰山頂からは北西に約200m離れている。
この火山の周辺には火山地形をほとんど残していない割谷山や白谷山と、比較的火山地形を残している岩坪山火山、焼岳火山、アカンダナ火山があり、これらの火山体を焼岳火山群という。これらの火山群のうちアカンダナ山は2003年（平成15年）気象庁の活火山見直し作業において、焼岳とは別に単独で活火山に指定された。
焼岳火山群としては約12万年前から活動し、このうち焼岳火山は約2.5万年前から活動を開始した。有史後の噴火活動は水蒸気爆発が殆どあり水蒸気噴火に伴い泥流として土砂を流すことがある。最近では1968年、1990年、1998年、2011年、2014年などたびたび地震群発を観測している。
山名については焼岳のほか、硫黄岳や硫黄ヶ岳といった異称がある。歴史的には長野県側では焼岳と称されたが、岐阜県側ではこれを硫黄岳と呼ぶとともに中尾峠北側の小屋のある小岳を焼岳と称していた。国土地理院や気象庁では「焼岳」の名称を使用している。
山域は1934年（昭和9年）12月4日に、中部山岳国立公園の特別保護区に指定されている。

## 火山活動の歴史
明治以前の噴火については、信頼性の高い資料が不足しており活動史の解明は不十分である。1907年から1939年にかけてと、1962年から1963年にかけては水蒸気爆発や泥流の噴出を伴う活発な活動をしている。また、現在までに降下軽石やスコリアを噴出するような爆発的な噴火は行わなかったと考えられている。

### 有史以前
- 約3万年前頃から新期焼岳火山群の活動が開始。白谷山火山：約3万～約1万年前。白谷山火山の活動によって梓川が堰き止められ上高地を形成、岐阜県側から長野県側に流路が変更された[12]。
- 約2万年前頃から焼岳の活動が開始。黒谷付近に溶岩や火砕流を噴出した[13]。
- 約4500年前 - マグマ噴火。下堀沢溶岩を噴出。
- 約2300年前 - 現在確認される最後のマグマ噴火。焼岳円頂丘溶岩、中尾火砕流を噴出[14]。

### 有史以後
約2300年前のマグマ噴火以降はすべて水蒸気噴火である。
- 630年前後 - Ykd-Tu1テフラ。
- 685年前後 - Ykd-Tu2テフラ。[14]
- 1270年前後 - Ykd-Tu3テフラ。
- 1440年前後 - Ykd-Tu4テフラ。
- 1460年前後 - Ykd-Tu5テフラ。
- 1570年前後 - Ykd-Tu6テフラ。爆発し飛騨側の村で被害が出た[15]。
- 1746年（延享3年） - Ykd-Tu7テフラ。
- 1911年（明治44年） - 年間22回の小爆発を記録した[15]。関東地方でも降灰を観測。
- 1915年（大正4年）6月6日 - 大爆発を起こし泥流が梓川をせき止め堰止湖である大正池を形成した[13]。
- 1924年-1926年 水蒸気噴火、(泥流)
- 1962年（昭和37年）6月17日 - 水蒸気爆発を起こし松本市で降灰し、旧焼岳小屋を火山灰が押しつぶし4名の負傷者が出た[13][15][16]。
- 1995年（平成7年）2月11日14時25分 - 中部縦貫自動車道安房トンネルの長野県側トンネル工事に関わる取り付け道路の工事現場において、火山性ガスを含む水蒸気爆発が発した。直後に泥流が噴出し、工事に従事していた作業員ら4名が死亡した。
- 2017年（平成29年) 8月10日日未明 - 10日午前0時 - 午前2時までに空気の振動を伴う地震が6回観測され、同時間帯に山頂のおよそ400メートルの斜面から小規模な白い噴気を監視カメラにて確認、気象庁は噴火警戒レベル1を継続。
- 2018年（平成30年）11月23日　焼岳付近で有感地震が増える。

### 観測態勢
周辺には気象庁、防災科学技術研究所、国土交通省、京都大学防災研究所などの観測点が配置され、高感度地震計、空振計、傾斜計、監視カメラなどにより24時間体制で観測が行われている。

## 登山

### 登山ルート

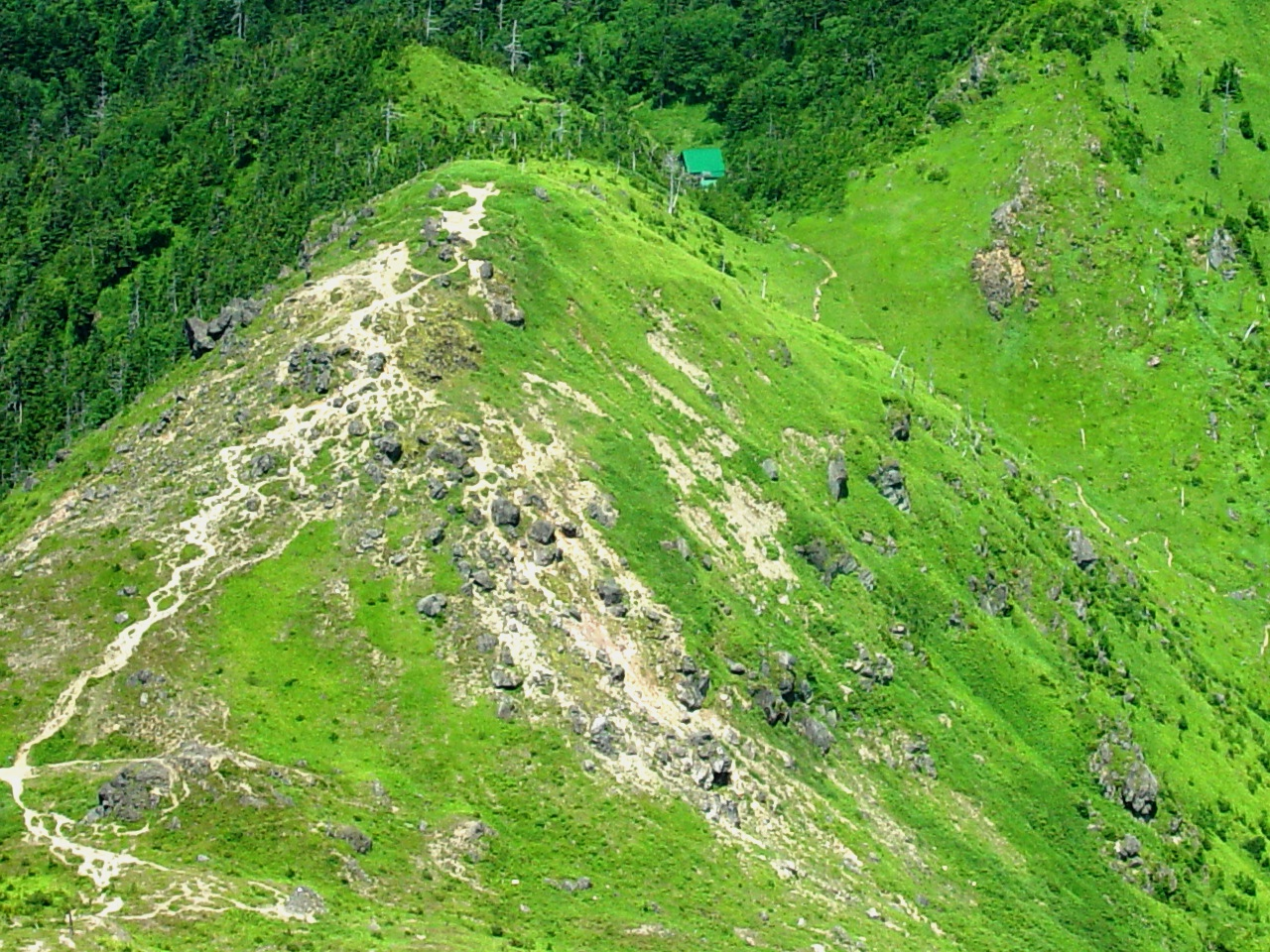
北峰方面から見下ろす展望台と焼岳小屋
右中央が上高地へ向かう登山道

北峰と南峰（主峰）の2峰があり、北峰と南峰の間には火山湖がある。各方面からの登山道があり、穂高岳からの主稜線上に北アルプス縦走路がある。
- 北アルプス縦走路 - 西穂高岳から西穂山荘、割谷山、新中尾峠、展望台、旧中尾峠を経て肩から北峰に至る北アルプス主稜線のルート。
- 中の湯ルート - 釜トンネル入口の中の湯バス停付近からリンドウ平を経て、山腹の東側を巻いて肩で旧中尾峠からのルートに合流する。
- 新中の湯ルート - 国道158号の中の湯温泉上部の登山口から南南東の尾根に沿い、標高2,060 m付近（下掘出合）で中の湯ルートに合流する。
- 上高地からのルート - 上高地から田代橋を経て峠沢の北側に沿い、焼岳小屋のある新中尾峠で西穂高岳からの主稜線に合流する。
- 中尾温泉からのルート - 岐阜県側の中尾温泉から新中尾峠または旧中尾峠に至るルート。北アルプス主稜線合流部の少し手前で、両峠に向かう分岐がある。

### 登山規制
- 1962年の噴火により、全面登山禁止となる。
- 1965年（昭和40年）に、山頂から半径1km以内への登山禁止と規制が緩められる。
- 1992年（平成3年）に北峰への立ち入りが許可された[21]。
- 2010年（平成22年）1月1日現在、北峰は登頂可能だが南峰は崩落等で危険なため立ち入り禁止となっている[16]。北峰周辺も有毒ガスが発生しており注意が必要[19]。南峰には時折登山する者もみられるが、火山ガスや滑落事故のリスクを考えると『非常に危険な行為』である。
- 2011年（平成23年）3月31日、気象庁は、焼岳、新潟焼山（新潟県）及び伊豆東部火山群（静岡県）に噴火警戒レベルを導入した。

### 周辺の山小屋

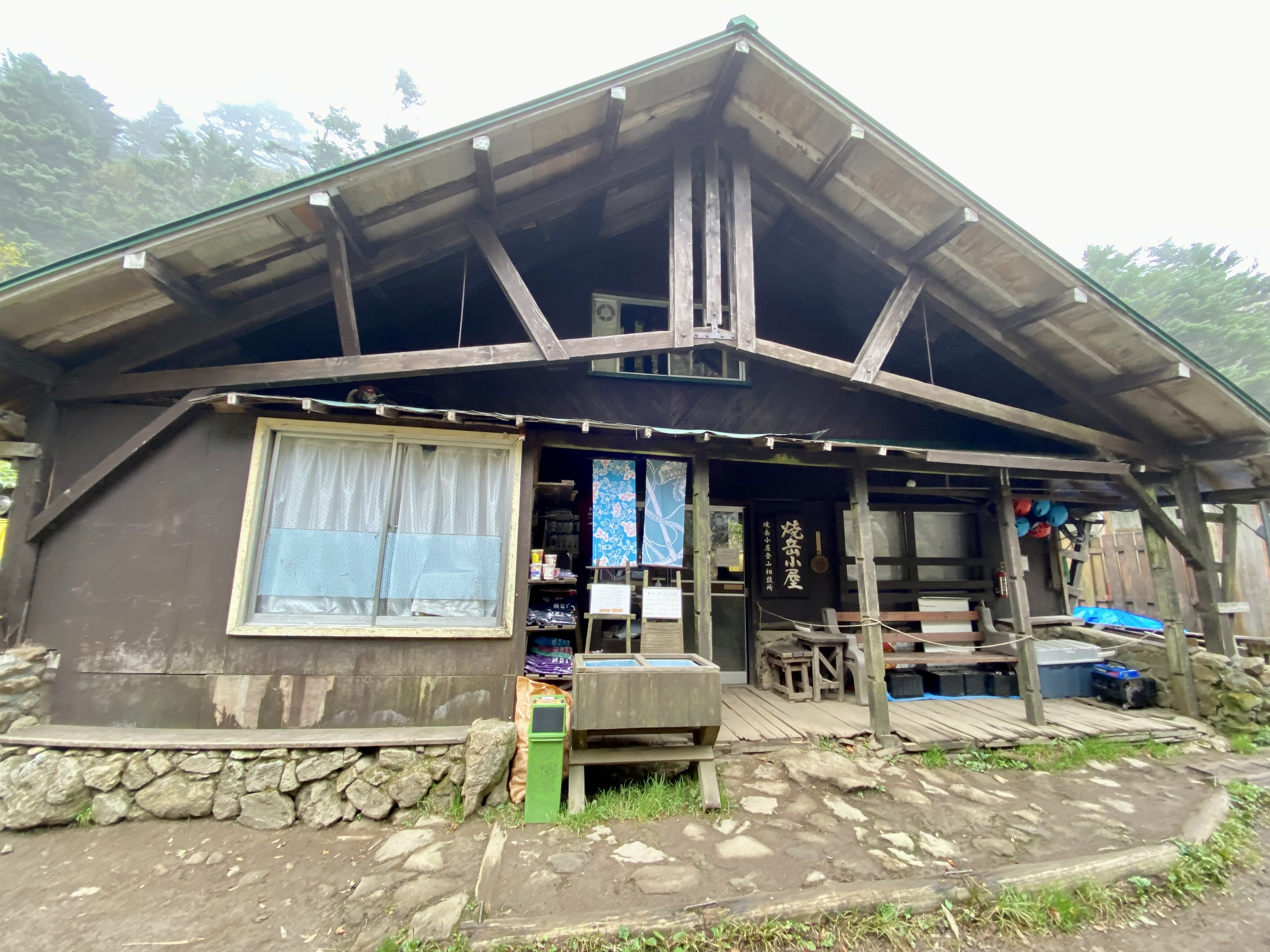
焼岳小屋

最寄りの山小屋は松本市が運営する焼岳小屋である。1928年（昭和3年）に旧中尾峠に旧焼岳小屋が建設されたが、1962年（昭和37年）の噴火で倒壊した。1968年（昭和43年）秋に新中尾峠に現在の焼岳小屋が建設され、翌年から営業を開始した。
1968年に建設された焼岳小屋は木造2階建て、延べ床面積80平方メートルで、売店やトイレ棟を併設している。2020年度の「焼岳小屋避難確保計画」では2021年度の完成を目指して建て替えられる予定だったが、人員不足や資材高騰などから凍結された。その後の松本市の整備案では、新型コロナウイルス感染拡大などによる宿泊客減少や建設費の高騰から宿泊営業の廃止が検討されており、噴火時の退避壕を2024年度に着工する計画で関係者と協議して判断するとしている。
なお、上高地周辺には、ホテル、旅館などの宿泊施設がある。夏山診療所が、西穂山荘、上高地バスターミナルなどにある。
| 名称     | 所在地                          | 焼岳からの 方角と距離(km) | 標高 (m) | 収容 人数 | キャンプ 指定地 | 備考                                                      |
| -------- | ------------------------------- | ------------------------- | -------- | --------- | --------------- | --------------------------------------------------------- |
| 焼岳小屋 | 新中尾峠 割谷山と焼岳との鞍部   | 北東 1.3                  | 2,070    | 25        | なし            | 上高地や中尾温泉からの登山道の合流点                      |
| 西穂山荘 | 西穂高岳南西 西穂高口への分岐点 | 北東 4.1                  | 2,385    | 300       | 30張            | 通年営業、1966年（昭和41年）開業 東邦大学医学部夏山診療所 |

## 地理

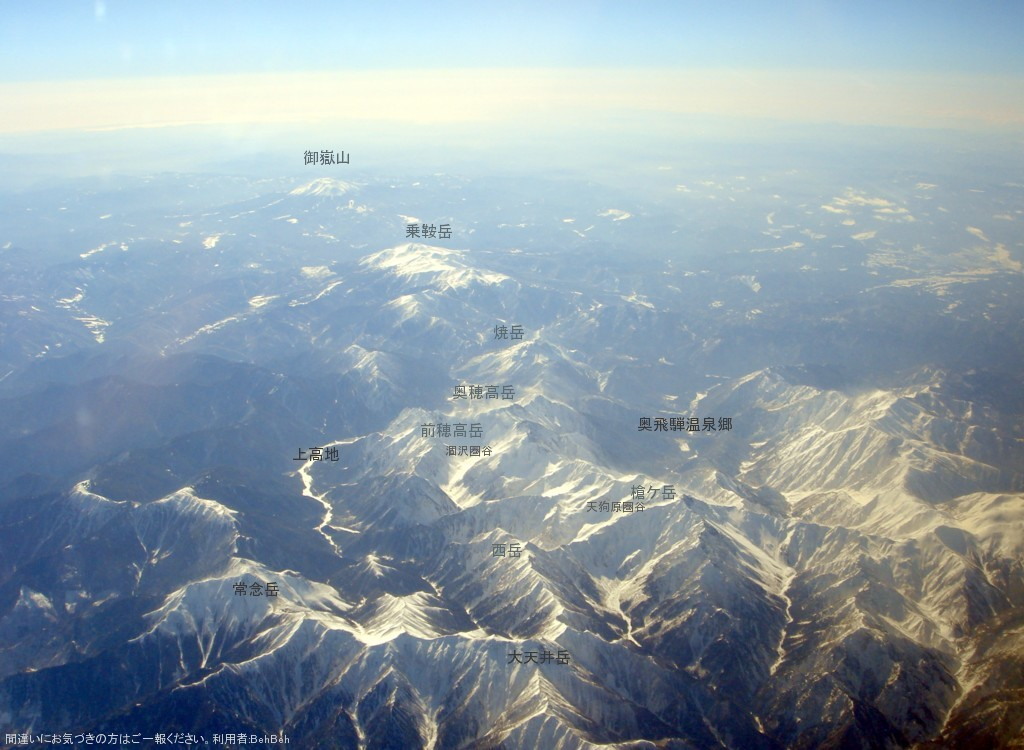
飛騨山脈上空からの焼岳と周辺の山

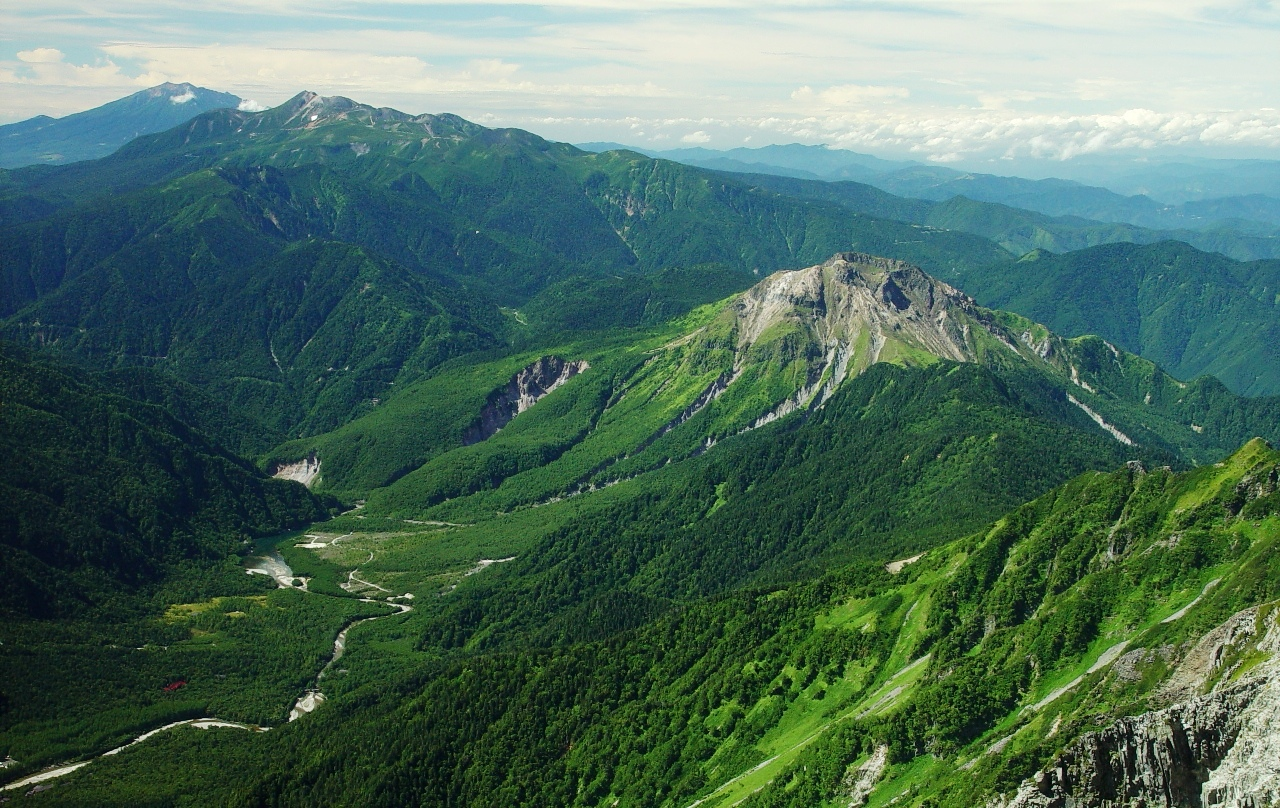
奥穂高岳から望む焼岳と乗鞍岳

### 周辺の山
飛騨山脈（北アルプス）主稜線の南部の山で、北側には旧中尾峠及び新中尾峠があり、南側には安房峠がある。
| 山容                                                         | 山名         | 標高 (m) | 三角点等級 基準点名 | 焼岳からの 方角と距離(km) | 備考                      |
| ------------------------------------------------------------ | ------------ | -------- | ------------------- | ------------------------- | ------------------------- |
| 焼岳から望む笠ヶ岳から槍ヶ岳へと連なる山並み（2011年7月6日） | 笠ヶ岳       | 2,897.47 | 二等 「笠ケ岳」     | 北北西 10.4               | 日本百名山                |
| 焼岳から望む穂高岳（2002年8月6日）                           | 奥穂高岳     | 3,190    |                     | 北東 8.8                  | 日本百名山                |
| 丸山から望む西穂高岳（2001年9月5日）                         | 西穂高岳     | 2,908.59 | 三等 「前穂高」     | 北北東 6.9                | 西穂山荘                  |
| 中尾峠から望む焼岳北峰（2002年8月6日）                       | 北峰         | 2,444.3  |                     | 北東 0.3                  | 登山可能                  |
| 西穂高岳から望む焼岳（1995年4月2日）                         | 焼岳         | 2,455.37 | 二等 「焼岳」       | 0                         | 南峰・立入禁止 日本百名山 |
| 平湯温泉から望むアカンダナ山（2010年8月20日）                | アカンダナ山 | 2,109.35 | 三等 「赤棚」       | 南南西 3.2                | 焼岳火山群                |
| 焼岳から望む霞沢岳と上高地（2002年8月6日）                   | 霞沢岳       | 2,645.60 | 二等 「霞沢岳」     | 東 4.9                    | 日本二百名山              |
| 焼岳から望む乗鞍岳（2011年7月6日）                           | 乗鞍岳       | 3,025.64 | 一等 「乗鞍岳」     | 南南西 13.7               | 日本百名山                |

### 源流の河川
山腹の東側には大正池があり、以下の源流となる河川は日本海へ流れる。
- 足洗谷 （高原川水系の蒲田川支流）
- 岩坪谷 （高原川の支流）
- 峠沢、上掘沢、中堀沢、下掘沢などの梓川支流[19]

## 焼岳の風景
|            |        |              |                  |                  |
| 梓川と焼岳 | 山頂部 | 南峰と火口湖 | 北峰付近の噴気口 | 北峰の噴気口詳細 |